# Ouatch

## Présentation
Ouatch est diffusée gratuitement sur Internet. Elle a également été diffusée sur les box de 2013 à 2019. Elle propose une grille de programmes composée d’une quinzaine d’émissions animées par une vingtaine de journalistes et chroniqueurs spécialisés. L’équipe de Ouatch couvre des événements et des salons dans le secteur de la high-tech. Pour la plupart des événements couverts, Ouatch propose des émissions spéciales et des formats courts centrés sur les nouveautés.

## Historique

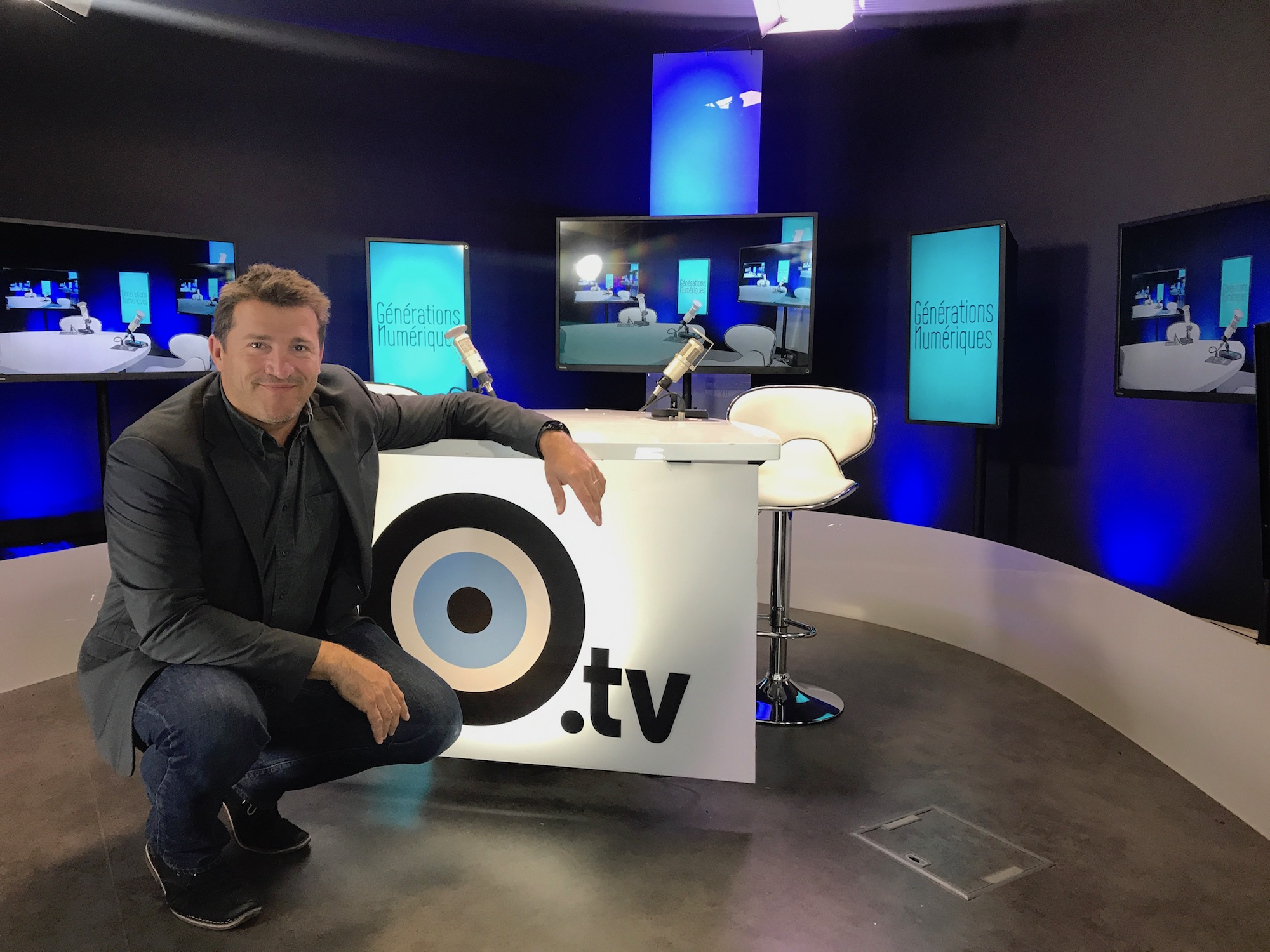
Benjamin Vincent sur le plateau de Ouatch

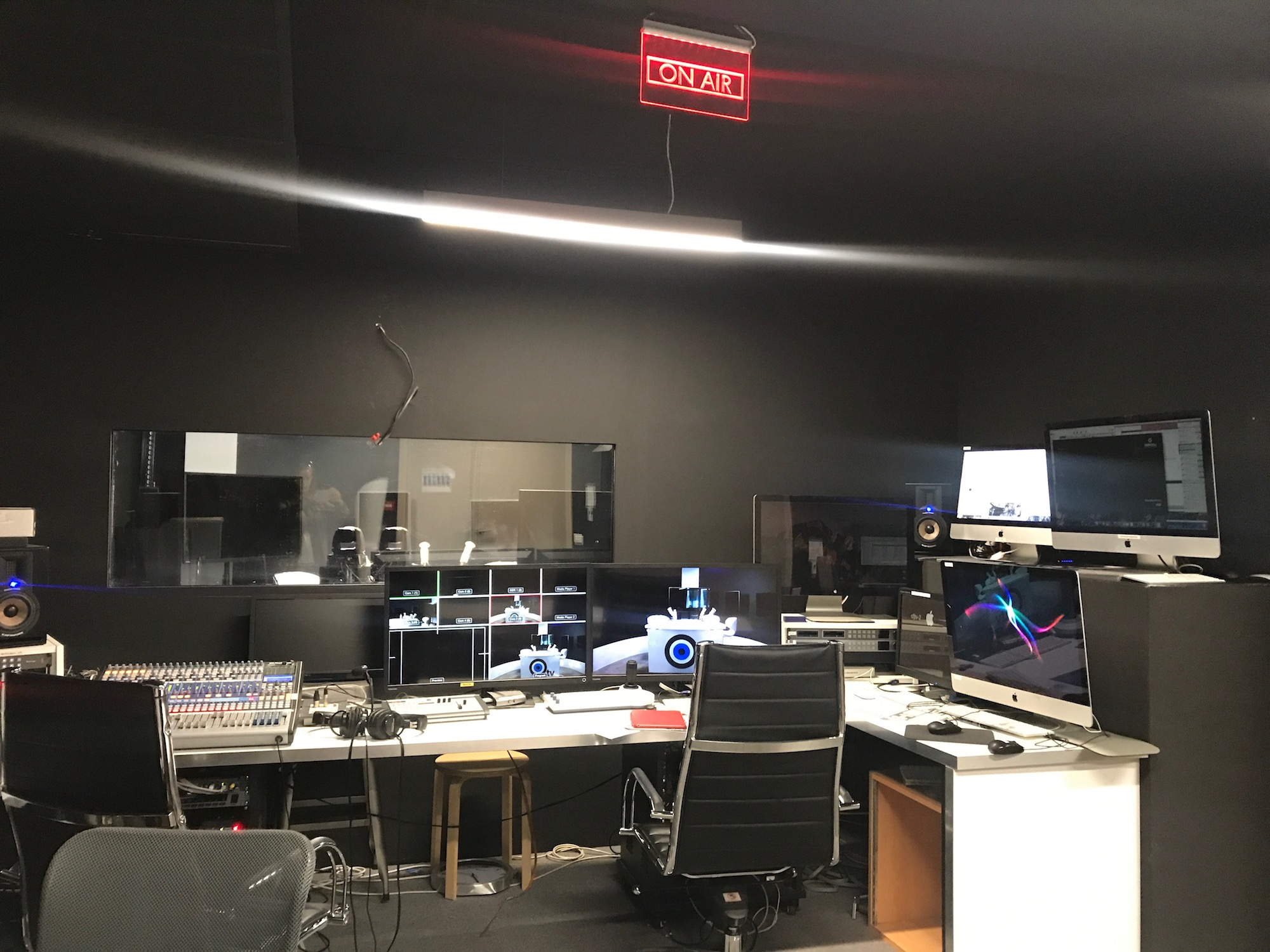
Régie de Ouatch

Ouatch a été créée fin 2013 par Benjamin Vincent (rédacteur en chef de Figaro Live, ex-Europe 1). Son déploiement sur les Box (d’abord sur la Box TV de SFR, puis sur la Freebox TV de Free, la TV d'Orange via la Livebox, et enfin sur la Bbox de Bouygues Telecom) a commencé le 17 septembre 2013. Lancée depuis Boulogne-Billancourt, Ouatch a déménagé en octobre 2016 pour intégrer les nouveaux locaux du Centre de formation des journalistes et de l’école W au 210 rue du Faubourg Saint-Antoine à Paris, dans le 12e arrondissement. À la fin de 2019, à la suite de difficultés financières, Ouatch arrête sa diffusion sur les box .

## Programmes
Ouatch diffuse ses programmes en continu et propose 12 émissions présentées par des journalistes ou par des amateurs passionnés.
Akoitujou
Une émission à propos des jeux vidéo, présentée par Samy Toupet et collaborateurs. L'émission est interactive, impliquant les réactions des auditeurs les réseaux sociaux.
Andromag
Présentée comme la 1re émission 100 % Android, Andromag est animée par Mathieu Dos Santos et Jaysen Sawmynaden. Elle suit l'évolution du système d'opération Android et l’actualité des constructeurs de smartphones et de tablettes utilisant ce système.
Broadcast Time
Une émission sur la production audio-vidéo et les nouveaux médias, présentée par Fabrice Arades et Benjamin Vincent. L'émission discute de l'actualité des nouvelles techniques de diffusion en streaming et du matériel de production vidéo.
Ciné Ouatch
Un magazine sur le cinéma présentant des bandes-annonces, animé par Jérémy Ponthieux et Nicolas Rieux.
Coupe-file
Une émission sur l’art, présentée par Catherine Beaumont, Pierre Morio et Christophe Vilain. Les animateurs discutent de divers aspects de la création contemporaine, du design, de la photographie et des nouvelles technologies. 
Entrecase
Une émission sur le monde de la bande-dessinée, présentée par Nicolas Adolphi,  Emmanuelle Klein et par Christophe Vilain. Lancée le 1er octobre 2015. 
Générations numériques
Une émission sur les loisirs numériques présentée par Nathalie Bloch-Sitbon et Cécile Dard.
iWeek
Une émission sur l’actualité de l’éco-système Apple, présentée par Benjamin Vincent.
La minute
Un programme court (durée : 2 minutes en moyenne) tourné pendant les grands salons high-tech (CES, CES Asia, IFA, Mobile World Congress, NAB Show, etc) ou loisirs (Paris Games Week, Mondial de l’auto, etc) selon le principe d'une minute pour chaque nouveauté.
La Quotidienne
Émission occasionnellement présentée en direct de certains grands salons technologiques ou loisirs.
Le Garage
Une émission sur l'automobile, présentée par Driss Abdi et Alexandre Lenoir.  
Les Explorateurs
Une émission de vulgarisation scientifique, présentée par Ivar Couderc et Dorothée Martin. 
Qu'est-ce qu'on Food
Une émission de cuisine, présentée par Mathilde Dewilde et Isabelle Spiri.

## Diffusion
Diffusion Télévision et Internet
Ouatch était diffusée en TV, via les box des fournisseurs d’accès à Internet de 2013 à 2019.
Applications
Ouatch est diffusé via les applications mobiles pour iPhone (iOS), iPad (iOS), Android, Apple TV.
Plates-formes vidéo
Ouatch est diffusé sous forme de flux continu sur Dailymotion et playtv.fr. Ouatch est diffusé sous forme de flux alternatif sur Facebook Live, twitch et YouTube Live.